# Pas de Peyrol
Le pas de Peyrol (1 588 mètres) est un col situé dans la région française de l'Auvergne-Rhône-Alpes, dans les monts du Cantal, entre le puy Mary et le puy de la Tourte. Il est connu pour être le plus haut col routier du Massif central.

## Infrastructures
Le col se situe au carrefour de trois routes :
- au sud-ouest, vers Aurillac : il faut tout d'abord franchir le col de Redondet (1 531 m) situé à 1,5 kilomètre, puis descendre la vallée de la Jordanne ;
- au nord-ouest, vers Mauriac, en descendant la vallée du Mars via Le Falgoux ;
- à l'est, vers Dienne, en descendant la vallée de la Santoire via Lavigerie.

Deux bâtiments sont situés au col : un restaurant-boutique de souvenirs et la Maison de Site, dans laquelle on peut trouver des informations sur la formation du paysage.
À partir du col, on peut monter à pied au sommet du puy Mary en empruntant un escalier en béton.

## Fermeture hivernale
Chaque hiver, la neige recouvre généralement la route sur des épaisseurs importantes, particulièrement sur le versant nord du puy Mary où les congères s'accumulent.
En raison de ces conditions climatiques difficiles, le pas de Peyrol est inaccessible plusieurs mois dans l'année. La route est généralement coupée entre octobre-novembre et le milieu du mois de mai (les dates varient en fonction de la météo). Un mois de travail est nécessaire pour dégager la route à l'aide d'une fraise.
Sur les 50 dernières années, le pas de Peyrol est ouvert en moyenne à partir du 20 mai.

## Cyclisme

### Tour de France
Le pas de Peyrol a été franchi douze fois par le Tour de France cycliste. Précédé par le col de Néronne, il sert d'arrivée en 2020.
| Année | Étape | Catégorie | 1er au sommet       |
| ----- | ----- | --------- | ------------------- |
| 1959  | 14    | 2         | Louis Bergaud       |
| 1963  | 14    | 3         | Federico Bahamontes |
| 1968  | 17    | 3         | Aurelio González    |
| 1975  | 14    | 3         | Lucien Van Impe     |
| 1983  | 14    | 2         | Lucien Van Impe     |
| 1985  | 15    | 2         | Eduardo Chozas      |
| 2004  | 10    | 1         | Richard Virenque    |
| 2008  | 7     | 2         | David de la Fuente  |
| 2011  | 9     | 2         | Thomas Voeckler     |
| 2016  | 5     | 2         | Thomas De Gendt     |
| 2020  | 13    | 1         | Daniel Martinez     |
| 2024  | 11    | 1         | Tadej Pogačar       |

### Critérium du Dauphiné
L'ascension du pas de Peyrol, sur le versant de la vallée de la Jordanne, est programmée lors de la première étape du critérium du Dauphiné 2019. Le col est classé en première catégorie.

### Profil de l'ascension
Il existe cinq façons de grimper le pas de Peyrol à vélo :
- depuis le versant Est au départ de Dienne, à l'entrée du village, soit 12,4 km à 4,3 %. En venant de Murat, il faut d'abord franchir au préalable le col d'Entremont (1 210 m) puis descendre vers Dienne en quittant la D 3 pour la D 680 soit 22 km jusqu'au pas de Peyrol. En commençant à Dienne (1 055 m environ), le début d'ascension est très facile et le premier raidillon n'apparaît qu'au passage du hameau de La Gandilhon (1 191 m)[5] au km 5,5 peu après Lavigerie[6]. Après cela, on voit le puy Mary, le pas de Peyrol et la route qu'il reste à faire pour y parvenir. C'est un versant agréable sur des lignes droites avec des pentes proches de 5 % où l'on domine le ruisseau de la vallée glaciaire de l'Impradine. On passe en contrebas du col de Serre au km 7,8. Mais quelques hectomètres avant les burons du col d'Eylac (vers 1 415 m d'altitude), la pente se redresse une première fois avant un panneau annonçant un final nettement plus difficile : 1,75 km à 9,4 %. Une épingle, suivie d'un raidillon à 11 %[7], passe au pied du Pourtaou (aussi appelé brèche de Rolland). Le sommet est marqué par le restaurant que l'on voyait depuis la route dominant la vallée de l'Impradine ;

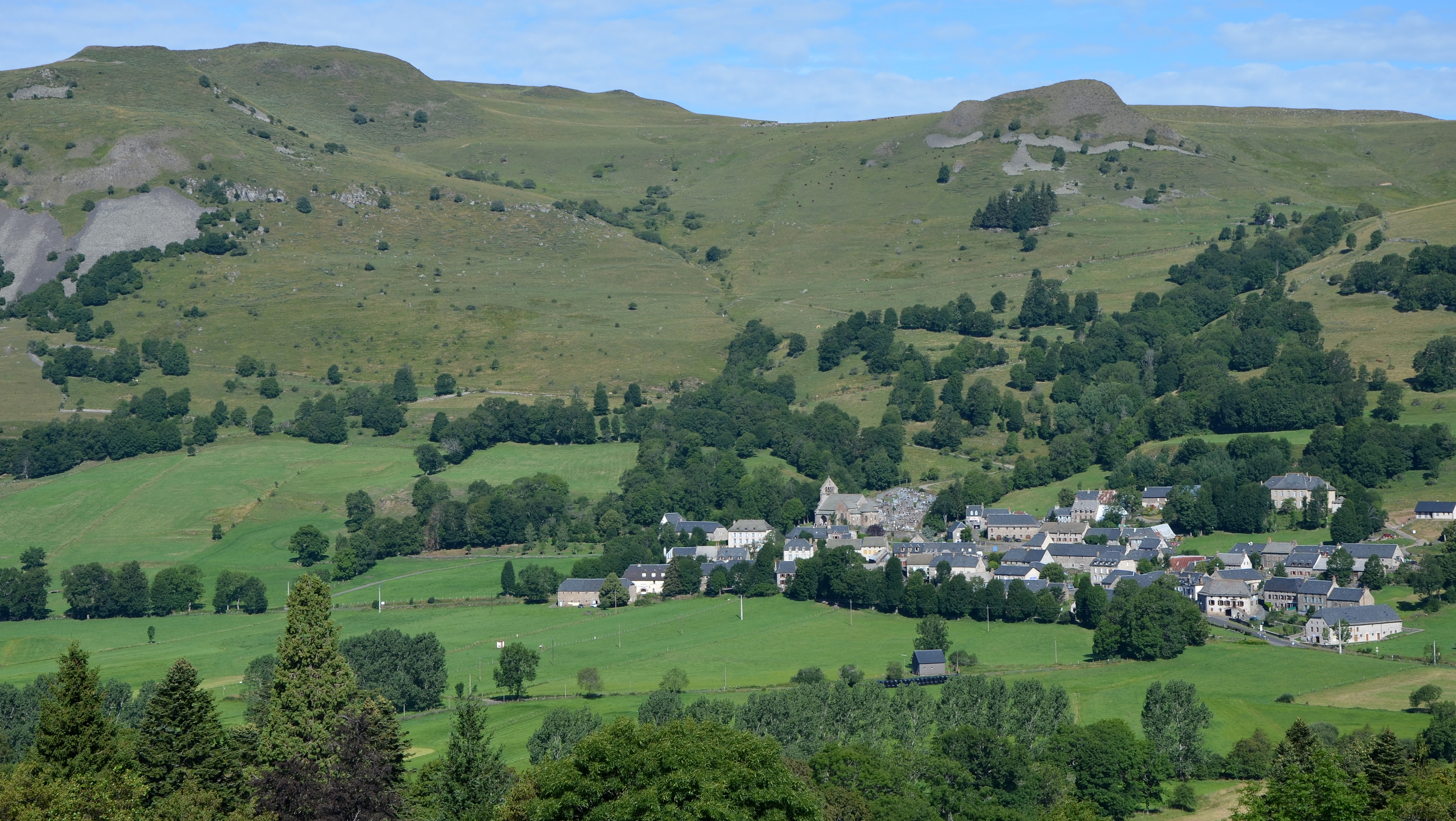
Dienne au départ du versant Est.
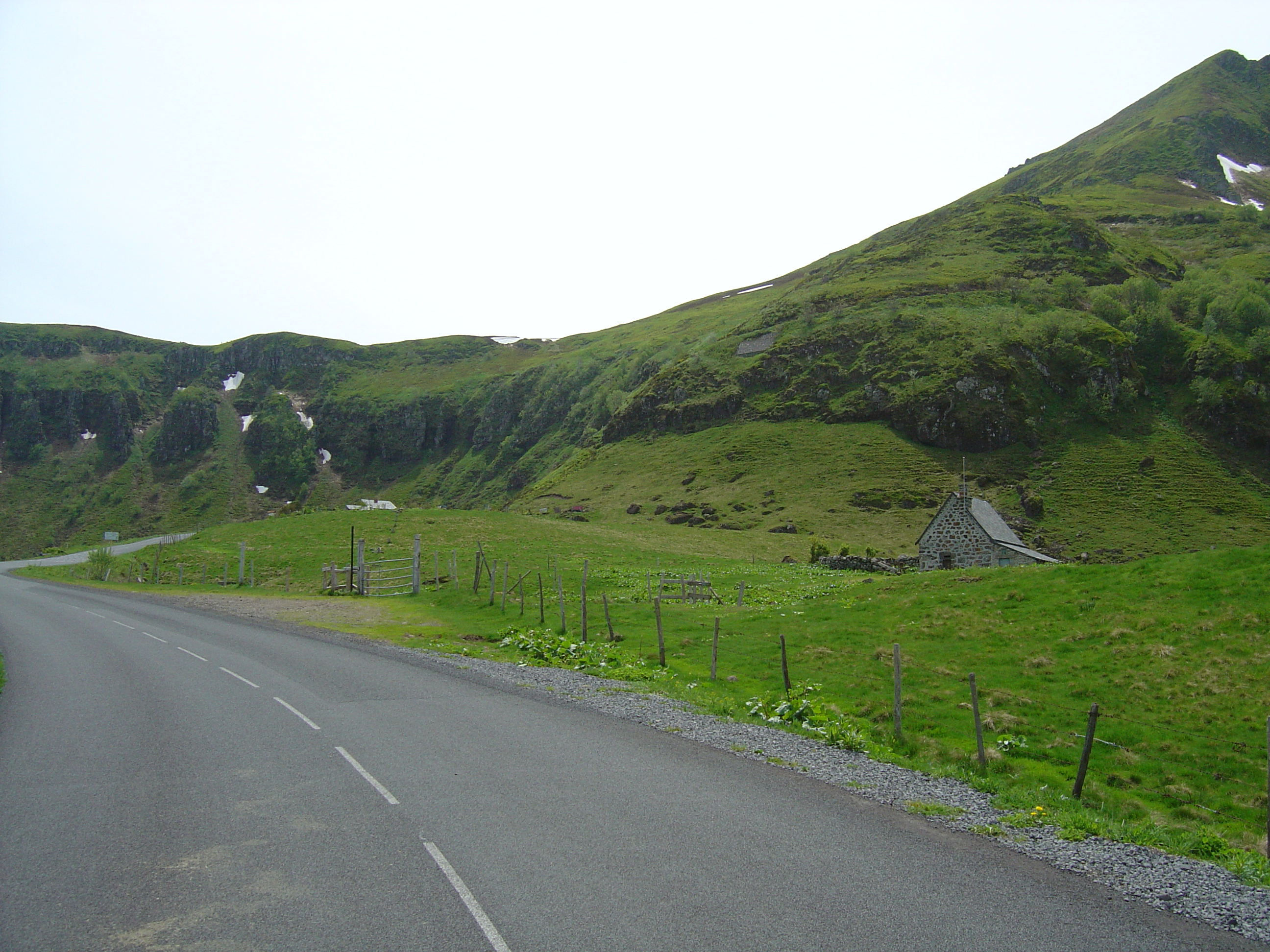
Buron du col d'Eylac à droite, sur le versant Est du col.
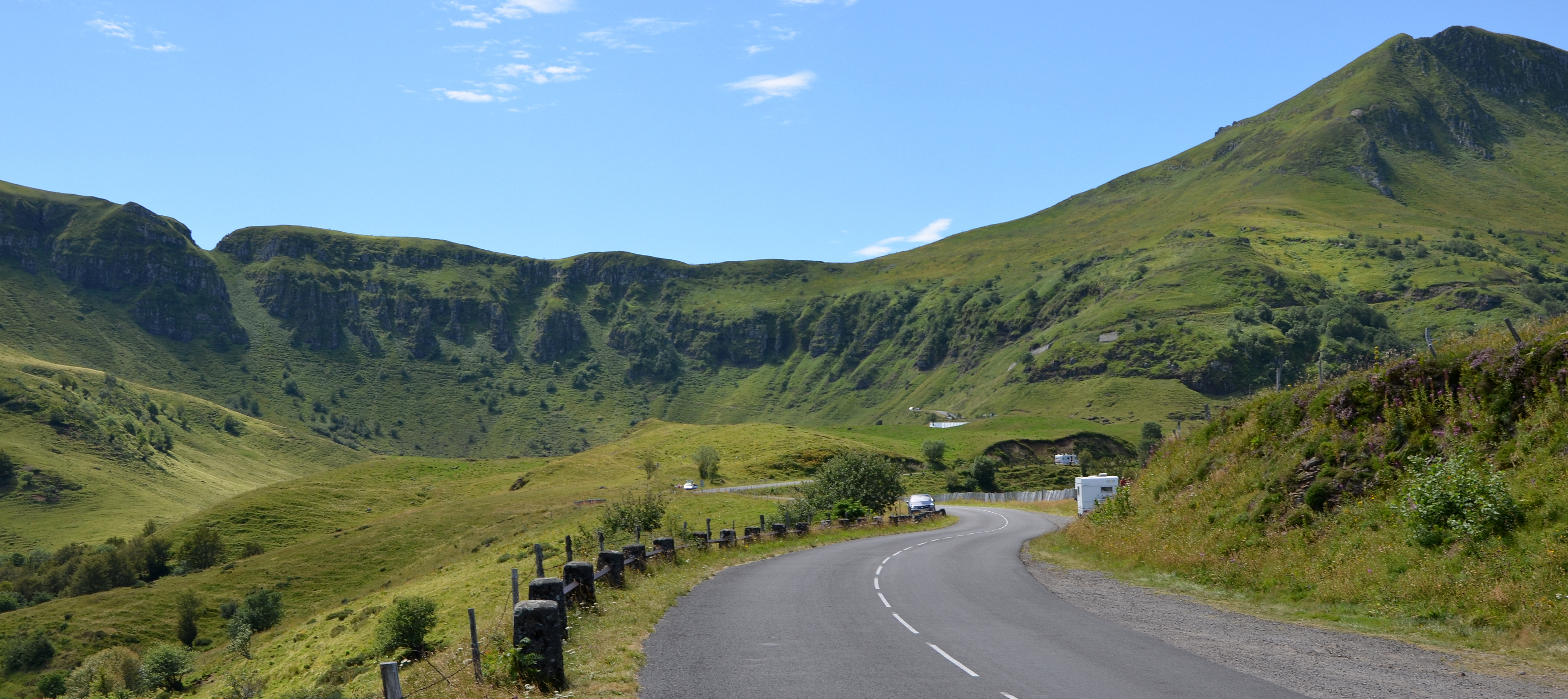
Passage sous la brèche de Roland.
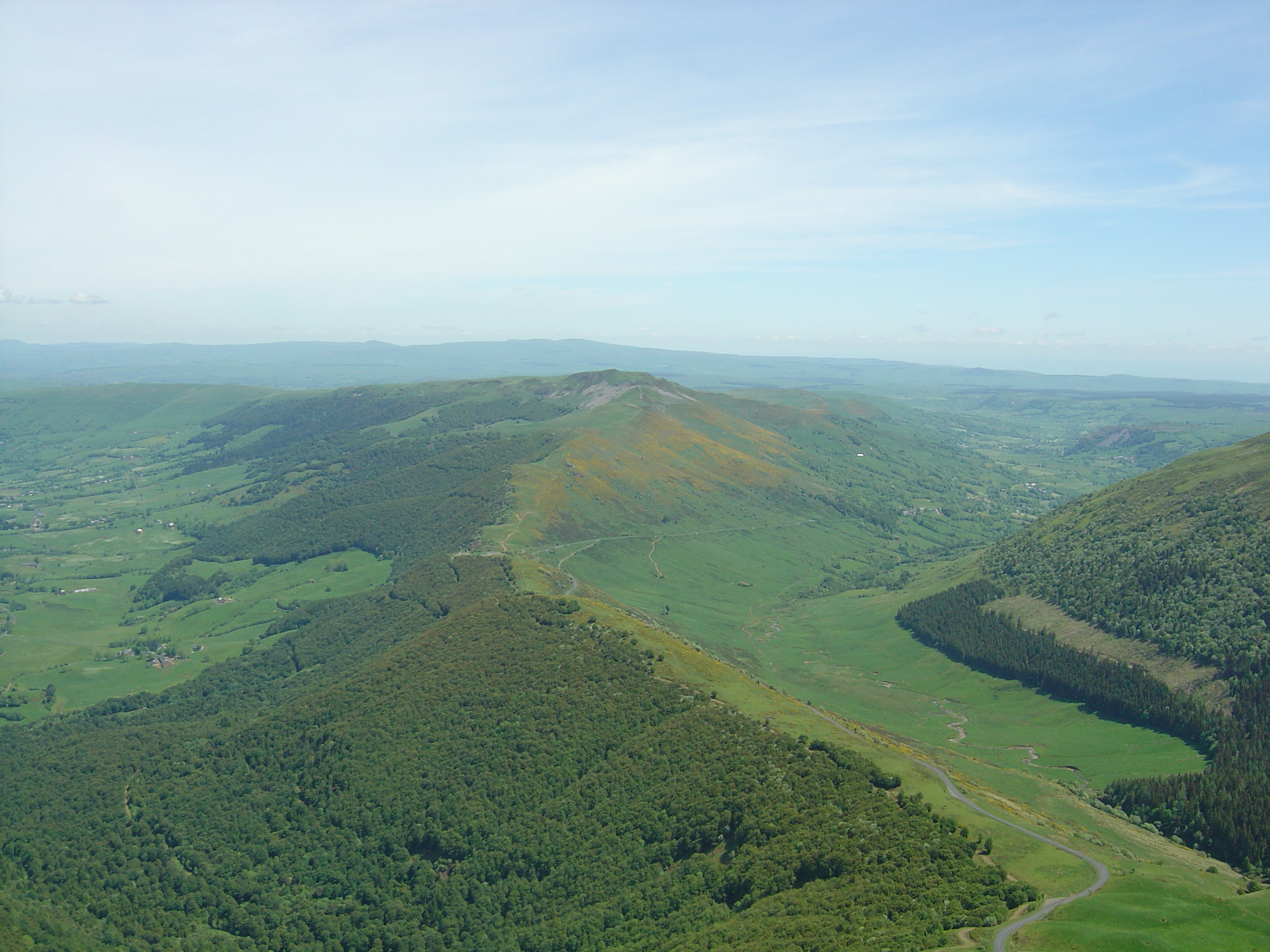
Route du versant Est et vallée de l'Impradine vus depuis le sommet du puy Mary.

- depuis le versant Nord au départ de Cheylade au croisement entre la D 49 et la D 62 (960 m) soit 16,2 km à 3,8 % de moyenne. Les six premiers kilomètres jusqu'au Claux sont très faciles. C'est à partir de là que l'ascension débute réellement pour 6,5 km jusqu'au col de Serre (1 335 m). On quitte alors la D 62 par une petite descente pour rejoindre la D 680 à un carrefour (1 328 m). Les ultimes kilomètres sont donc similaires au versant Est ;

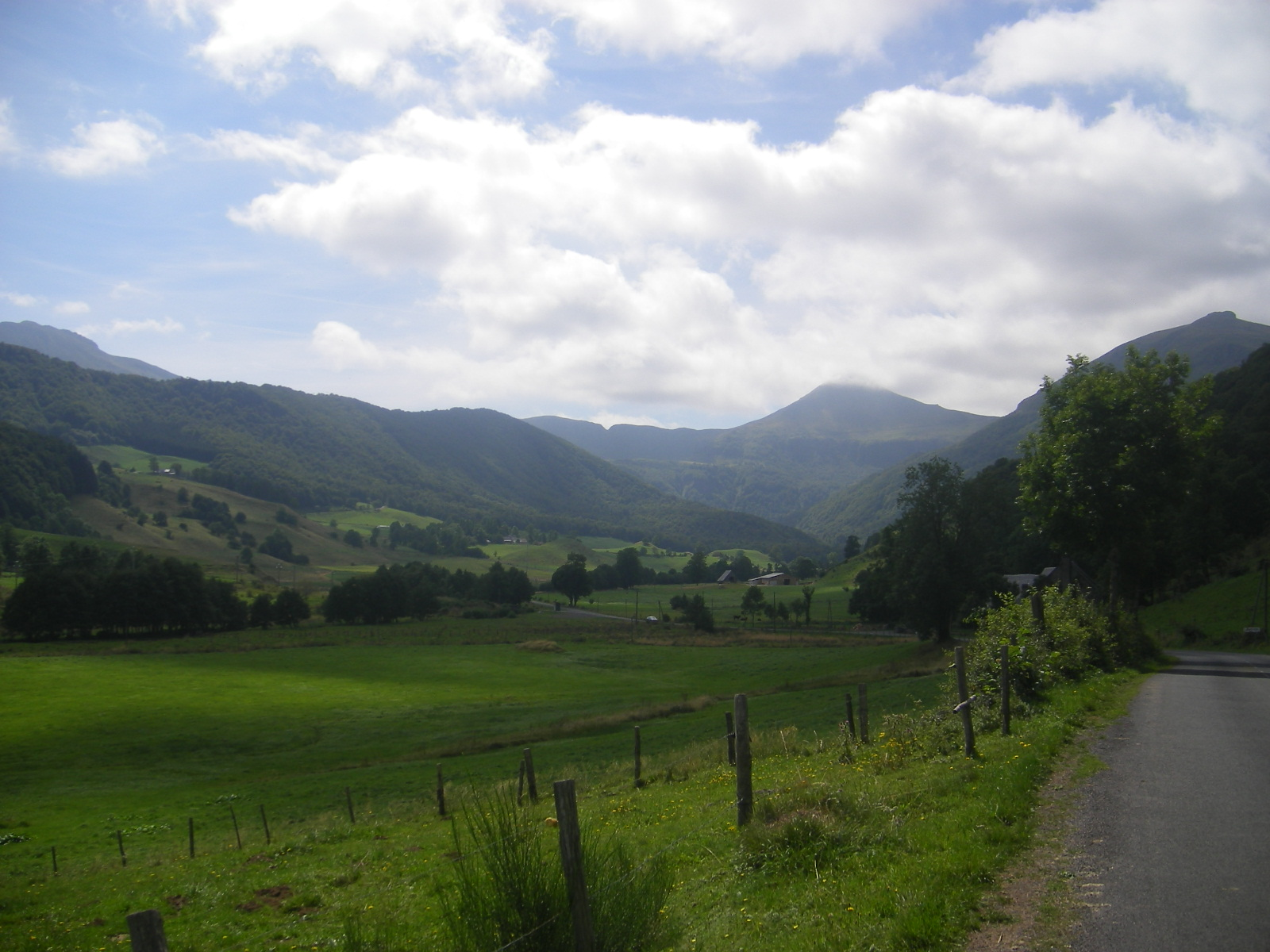
Le puy Mary vu depuis Le Claux.
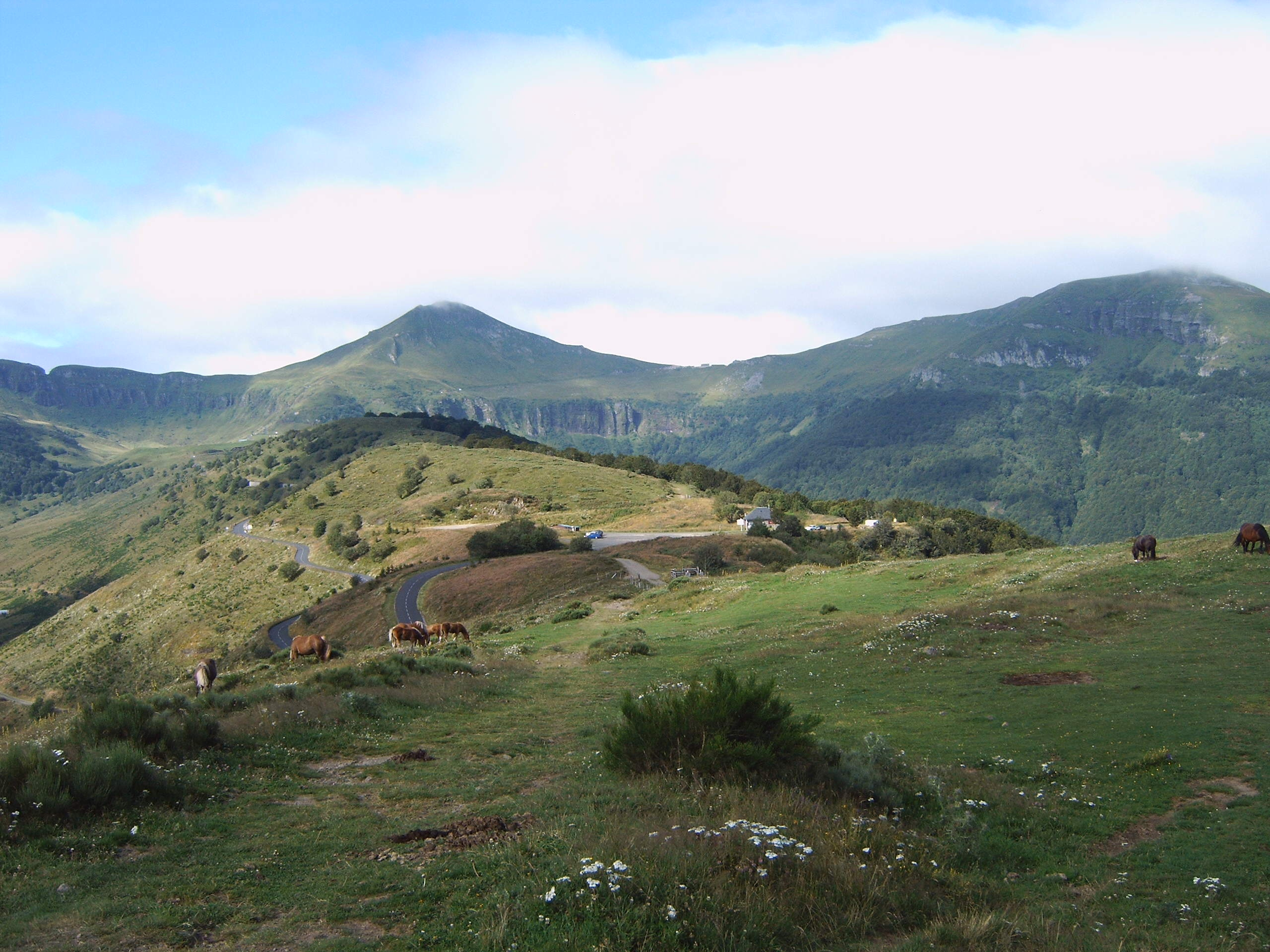
Le puy Mary et le pas de Peyrol vus depuis le col de Serre.
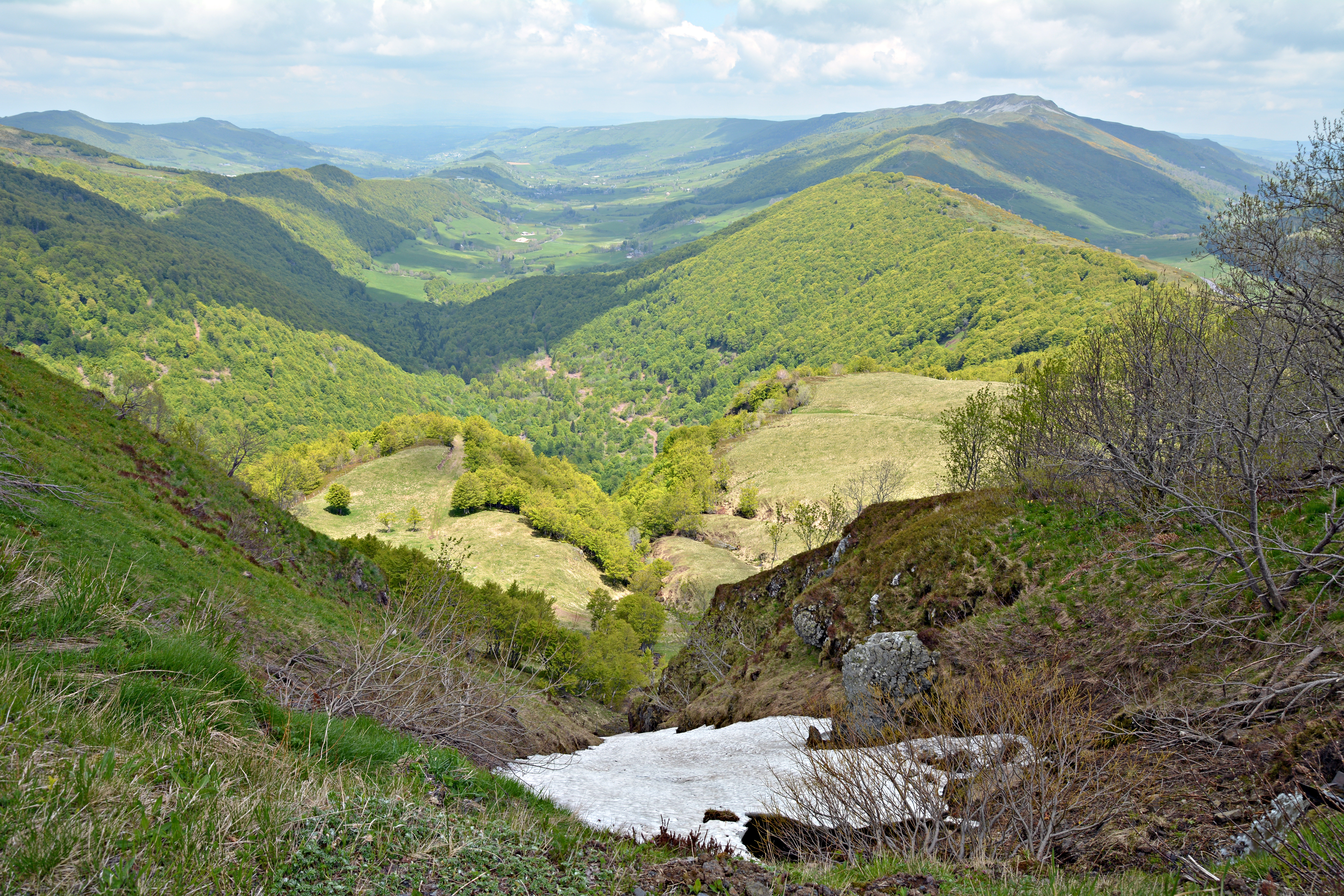
Vallée de la Petite Rhue vue depuis le pas de Peyrol.

- depuis le versant Sud à partir du village de Saint-Julien de Jordanne (900 m environ) au croisement des routes D 17 et D 246 pour une moyenne de 13,1 km à 5,25 %. Il s'agit du versant le plus régulier pour grimper le pas de Peyrol. La pente s'accentue après le village de Rudez (1 045 m) 4,3 km plus loin et cela jusqu'au col de Redondet (1 529 m)[8] à 1,7 km du pas de Peyrol aves des pentes régulières d'environ 6 et 7 %[6],[7]. À partir de ce point, on rejoint facilement le pas de Peyrol ;

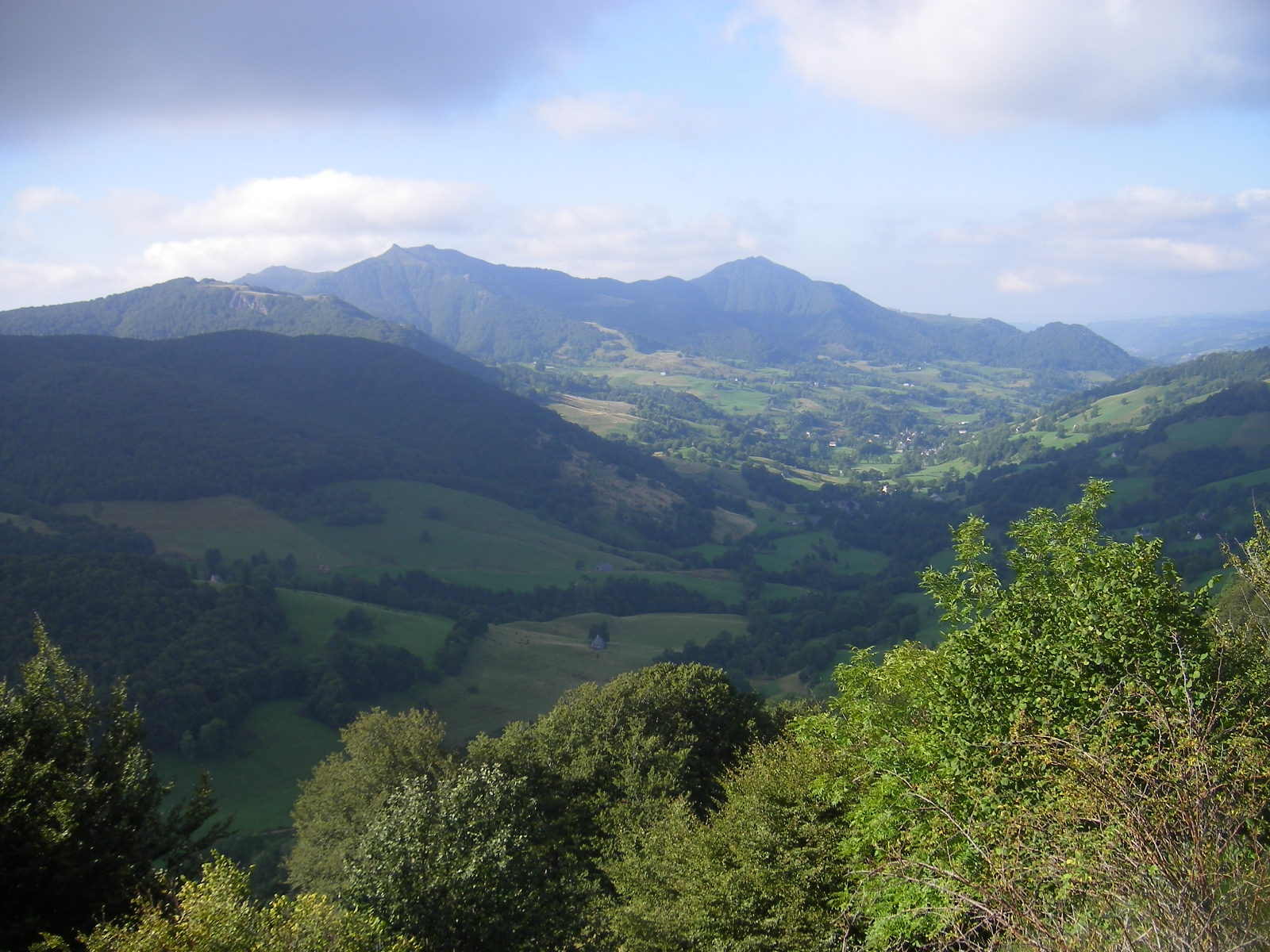
Vallée de la Jordanne.
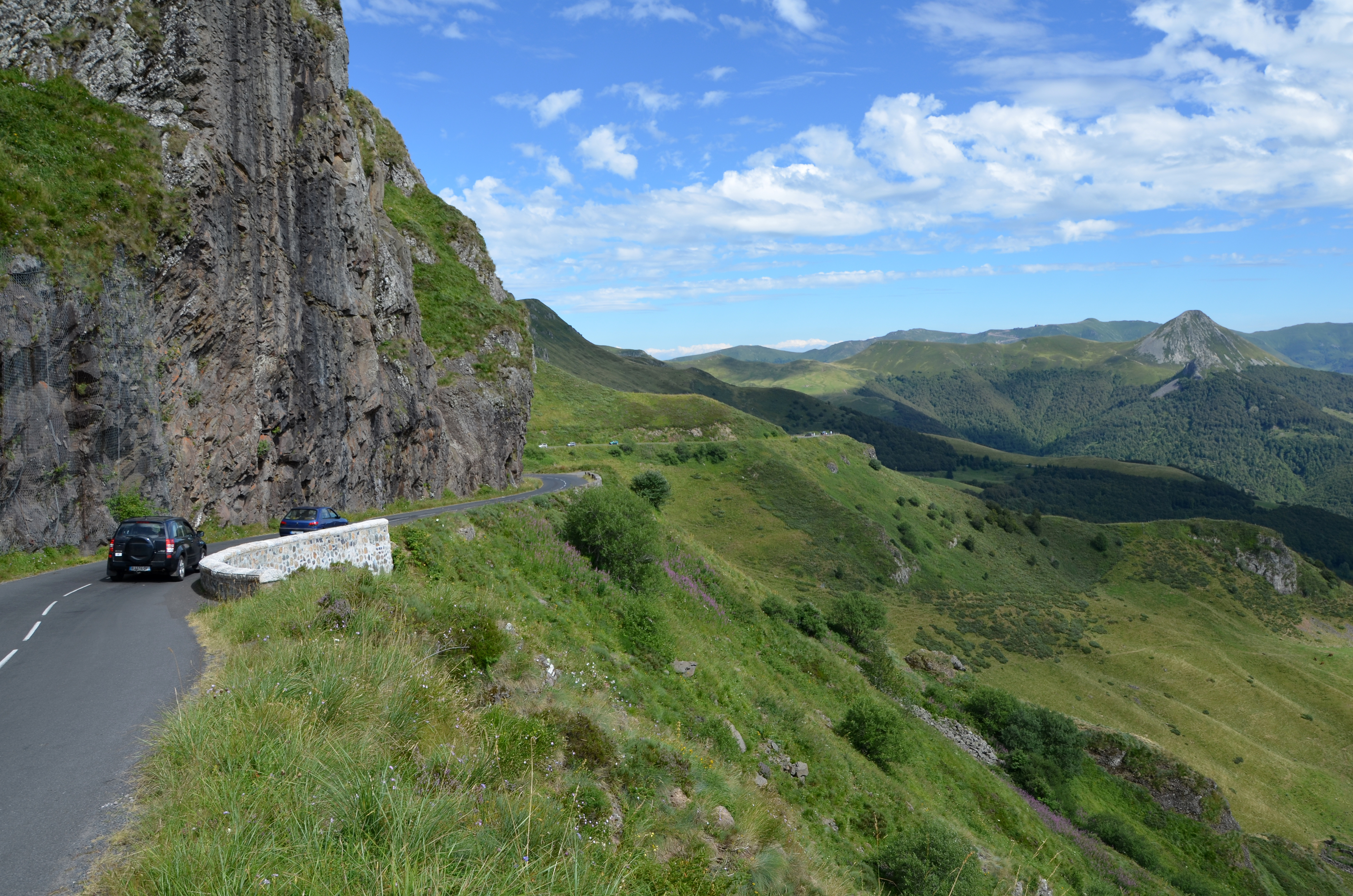
En arrière la route du versant provenant de la vallée de la Jordanne. Vue sur le puy Griou à droite.
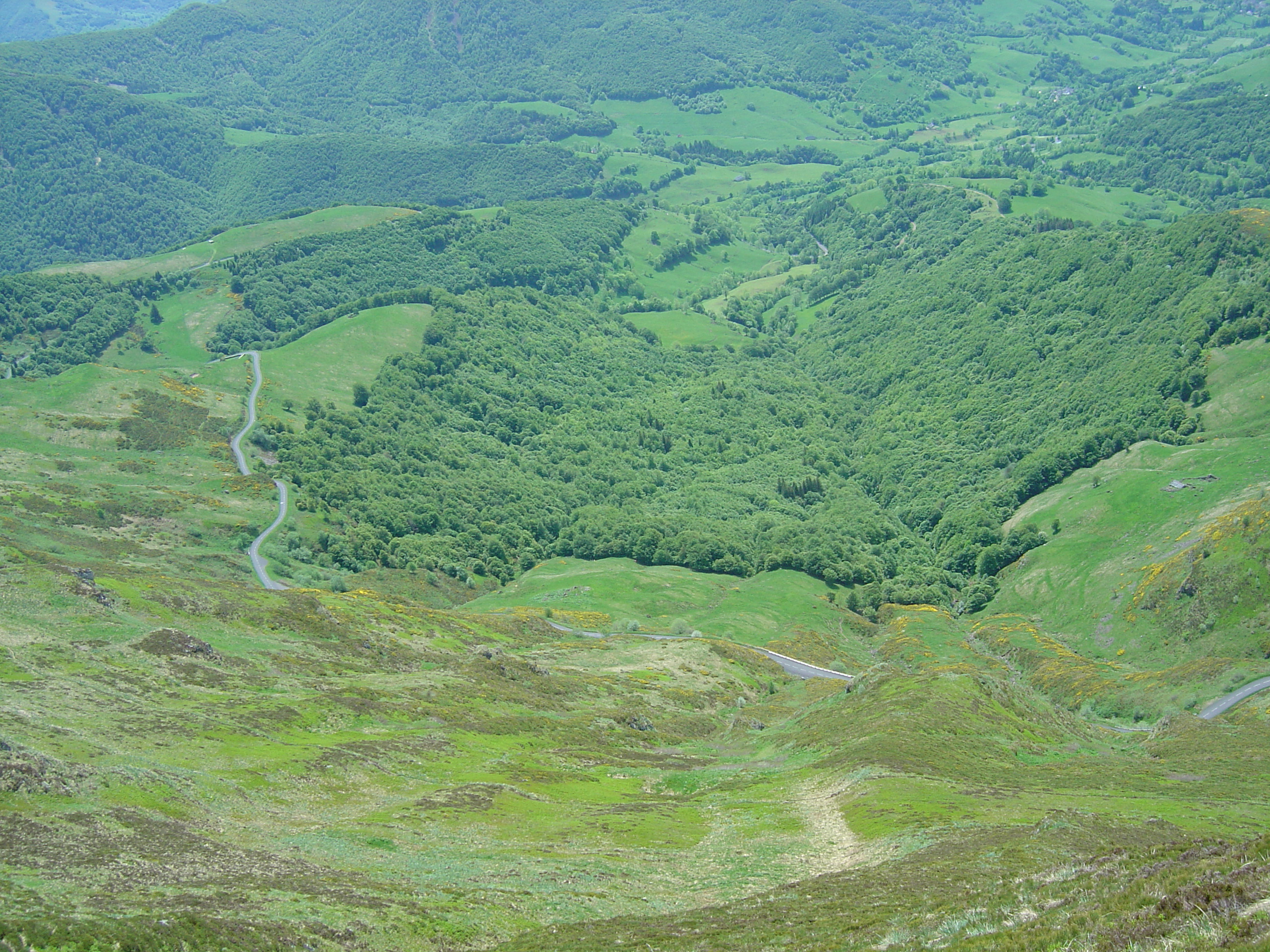
La route du pas de Peyrol sur le versant de la vallée de la Jordanne vue depuis le puy Mary.
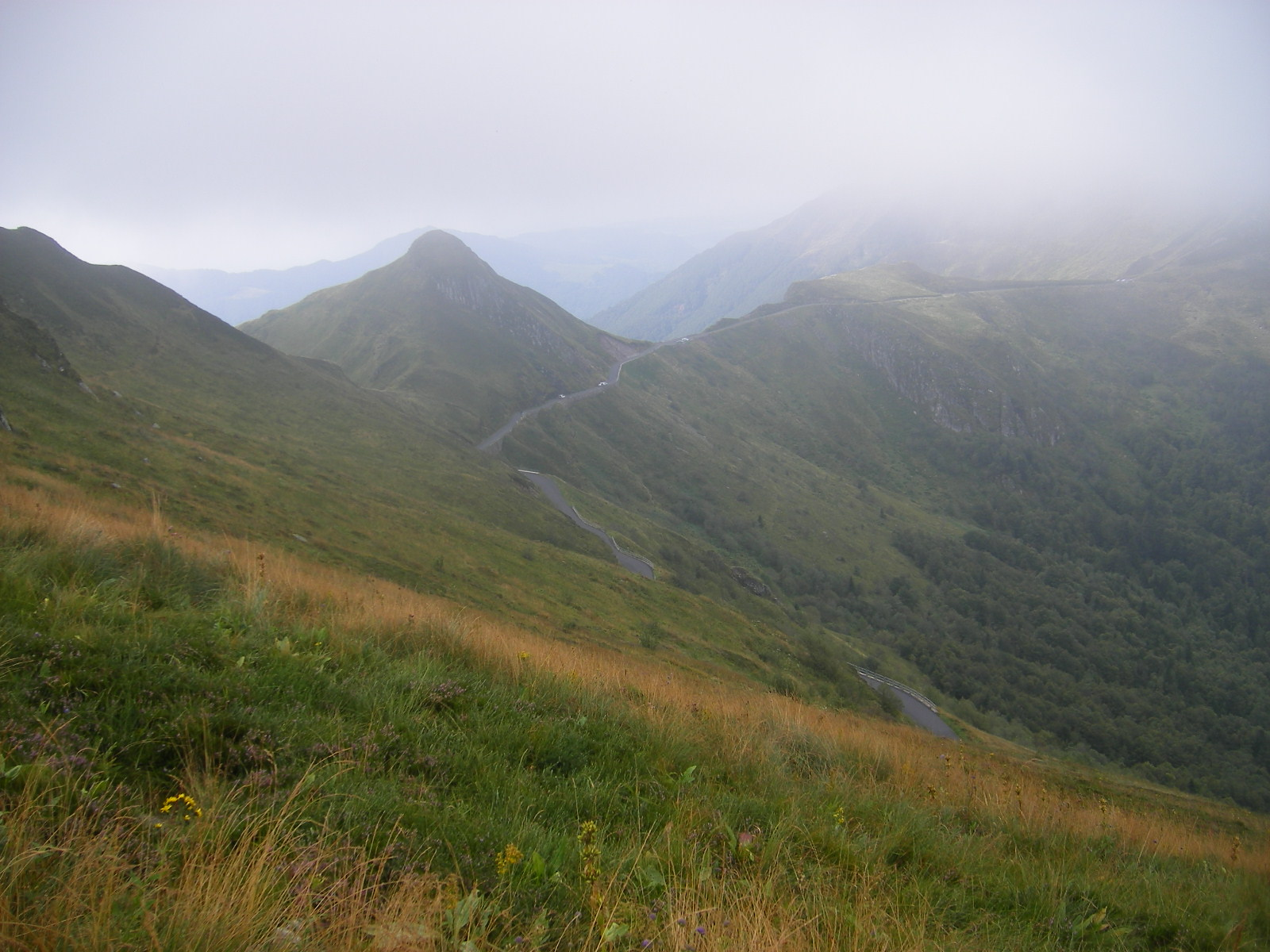
Plus loin le col de Redondet.

- depuis le versant Ouest, au départ de Salers (933 m) pour une longueur de 20,2 km et 3,2 % de pente. Il faut au préalable grimper le facile col de Néronne (1 241 m) au km 8,9 sur la route D 680 très agréable dominant la vallée de la Maronne et rejoindre le croisement (1 150 m)[9] avec la D 12 5,9 km plus loin au niveau du cirque du Falgoux après du plat et une petite descente. De là, il reste 5,5 kilomètres et 500 mètres plus loin, un panneau « annonce la couleur » : 5 km à 9,6 % pour le final. Mais en réalité, les trois kilomètres qui suivent dans la forêt ne dépassent pas les 6 %. En revanche, pour les deux ultimes kilomètres, le final est effrayant puisqu'on compte un kilomètre à presque 13 % de moyenne avec un passage à 15 %[6] avant d'arriver à une épingle. Dans le dernier kilomètre, la pente ne fléchit pas ;

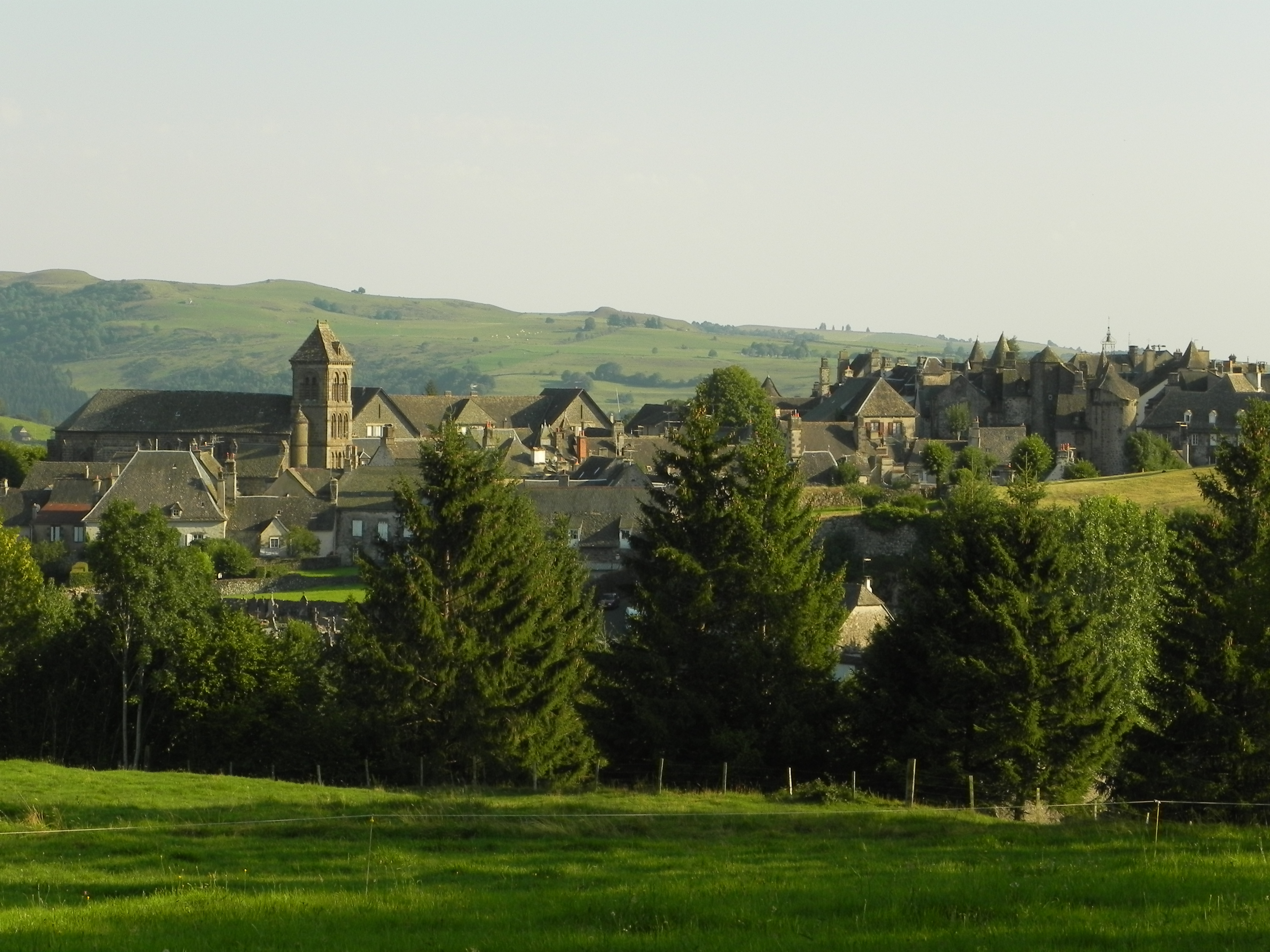
Salers.
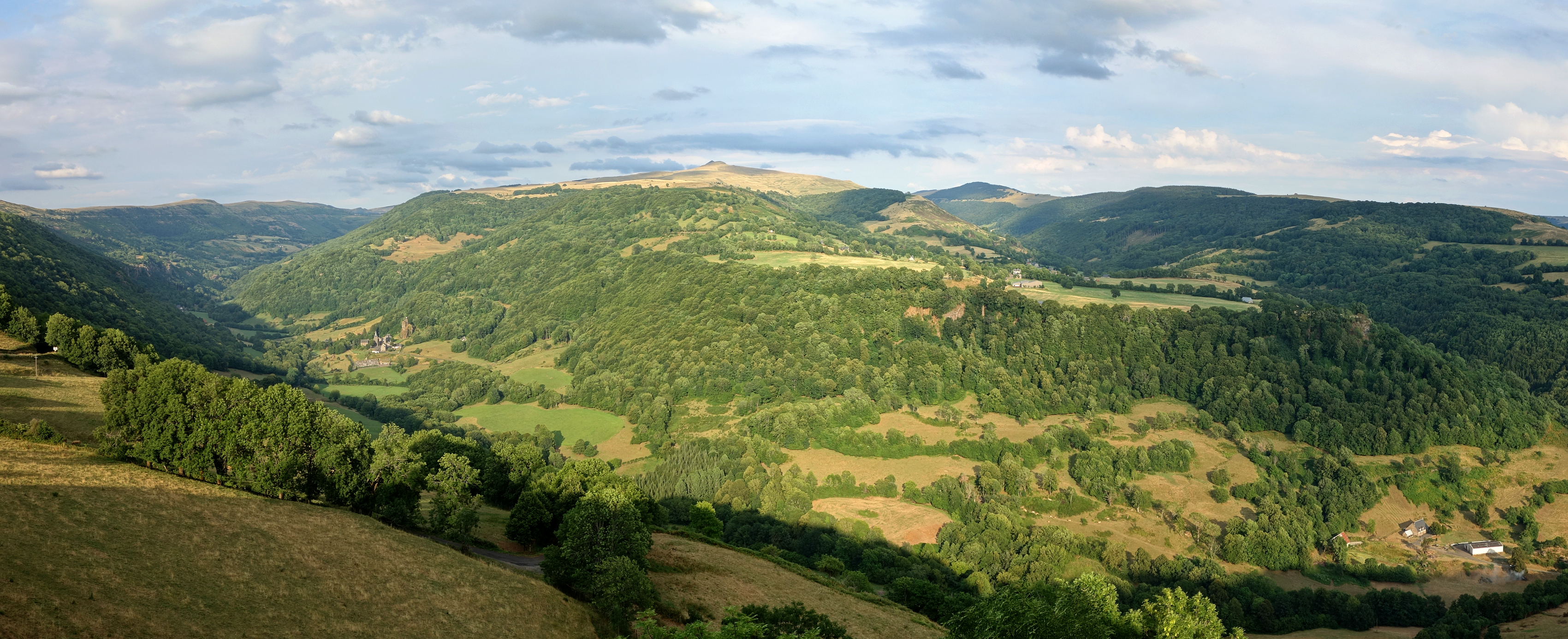
Vallée de la Maronne.
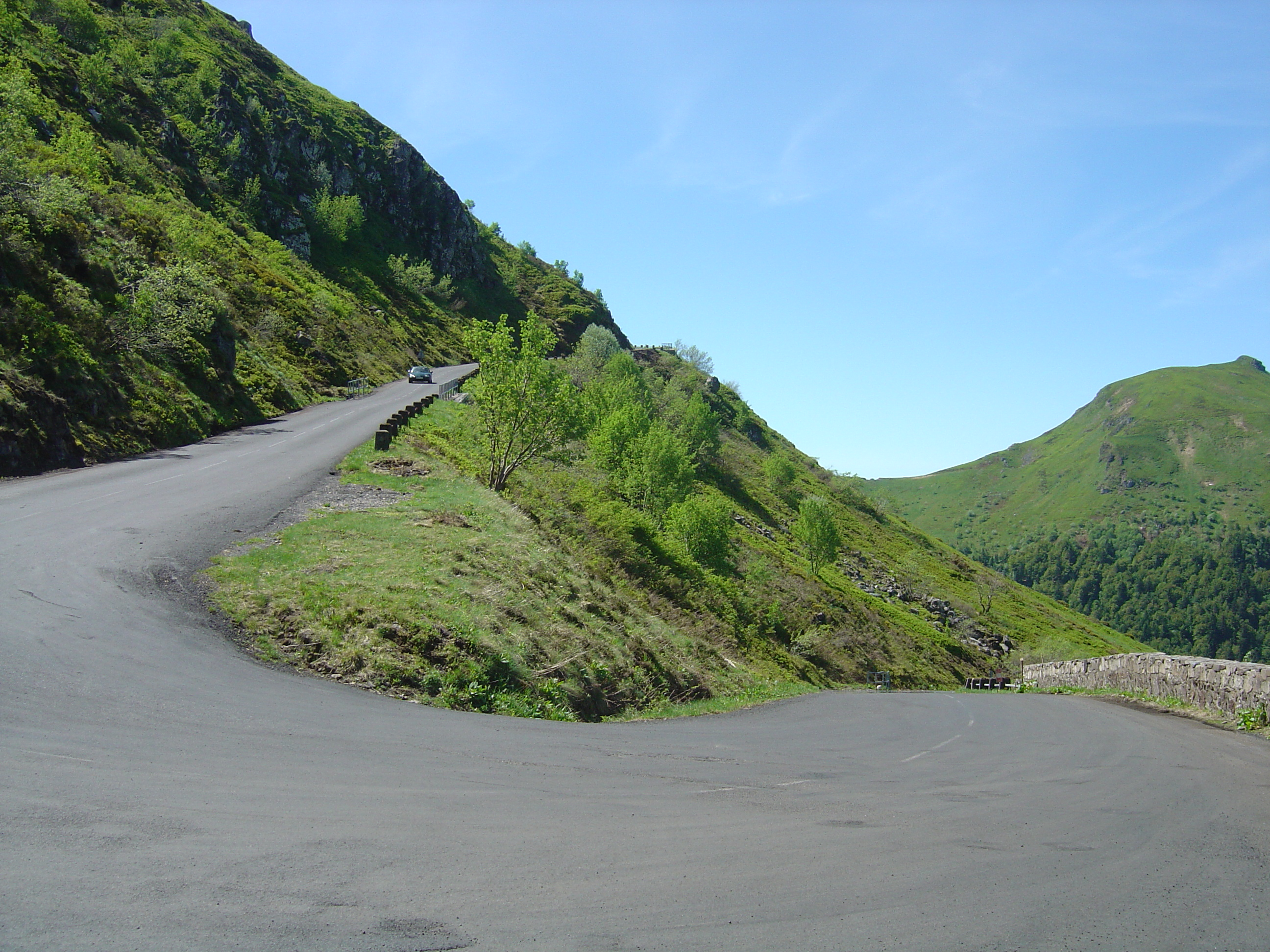
Épingle après un difficile passage à 15 % à moins d'un kilomètre du col grimpé depuis le versant Ouest.
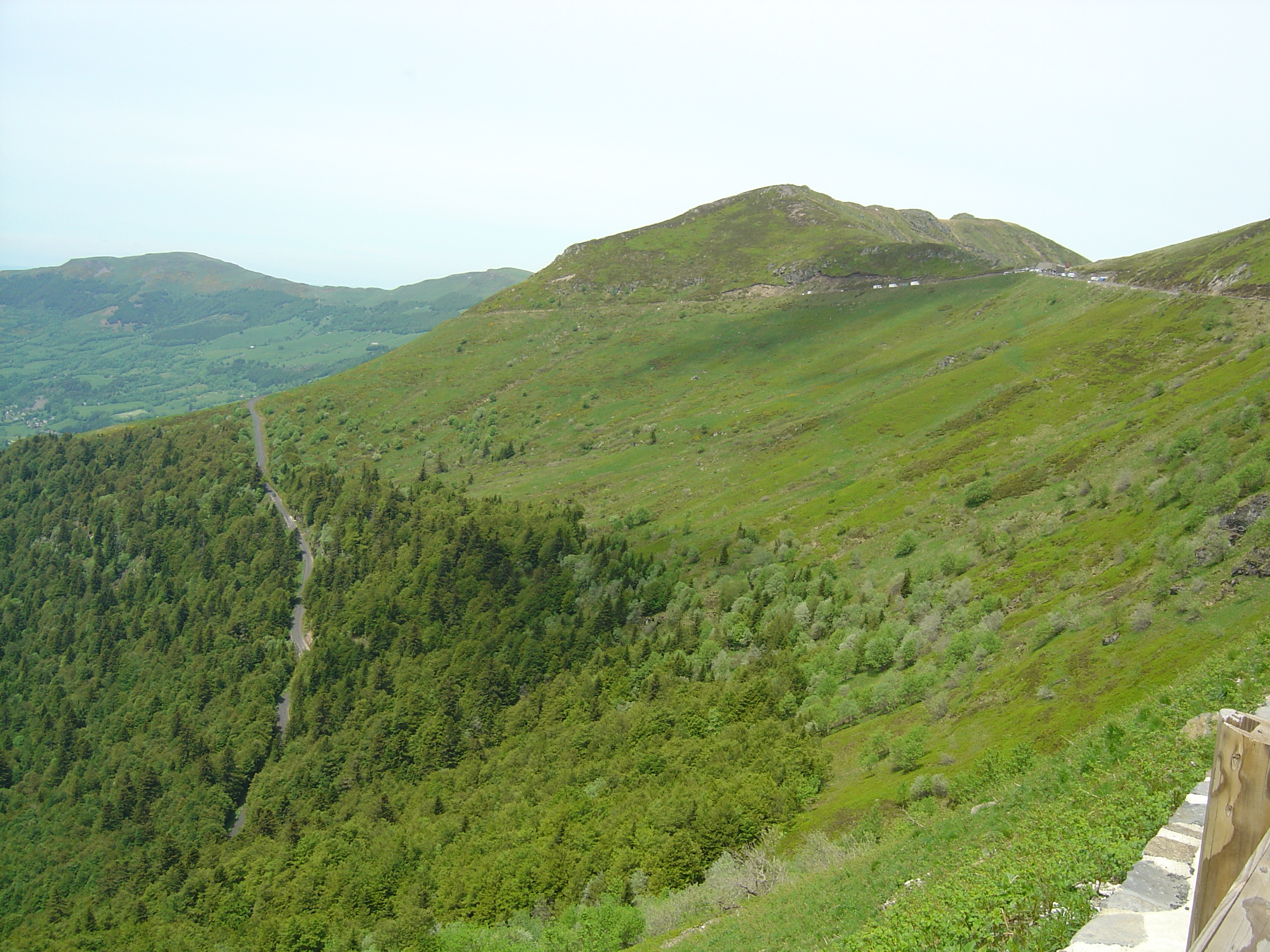
La route des 1,5 derniers kilomètres du versant ouest, très raides, vue depuis le final du versant Sud.

- depuis le côté Nord-Ouest à partir du croisement D 37/D 12 (920 m) au Falgoux dans la vallée du Mars avec une moyenne de 11,1 km à 6 %. On rejoint le croisement entre la D 12 et la D 680 (1 150 m), 5,6 km plus loin, à environ la moitié de l'ascension, et on termine par la même portion difficile que par le versant Ouest.